# Tudor Vianu

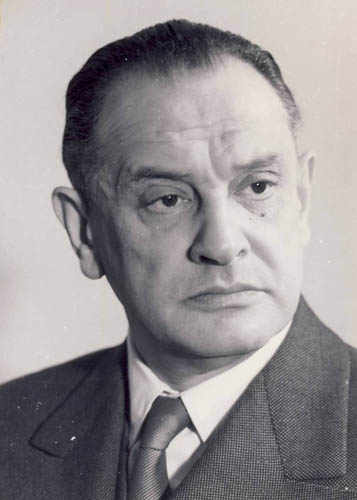
Tudor Vianu

Tudor Vianu (* 8. Januar 1898 in Giurgiu; † 21. Mai 1964 in Bukarest) war ein rumänischer Schriftsteller, Diplomat, Germanist, Romanist, Rumänist und Komparatist.

## Leben und Werk
Vianus Vater war vom Judentum zum Christentum konvertiert. Vianu studierte in Bukarest, Wien und Tübingen. Dort promovierte er 1923 bei Karl Groos mit der Arbeit Das Wertungsproblem in Schillers Poetik. Über naive und sentimentalische Dichtung (Bukarest 1924). Ab 1924 lehrte er an der Universität Bukarest Ästhetik, ab 1927 als Dozent, ab 1930 als Professor. 1935 wurde er korrespondierendes Mitglied der Rumänischen Akademie (Vollmitglied 1955). Von 1945 bis 1946 war Vianu Botschafter Rumäniens in Belgrad.

In Bukarest sind das Colegiul National de Informatica "Tudor Vianu"  und das Centrul interdisciplinar de studii culturale europene si romanesti „Tudor Vianu“  nach ihm benannt.

## Werke (Auswahl)

### Werkausgabe
- Opere, hrsg. von  Sorin Alexandrescu, Matei Calinescu und Gelu Ionescu, 14 Bde., Bukarest 1971–1990

### Werke zu Lebzeiten (Auswahl)
(Wenn nicht anders angegeben, ist der Erscheinungsort Bukarest)
- Dualismul artei, 1925
- Poesia lui Eminescu, 1930
- Arta şi frumosul, 1931
- Influenţa lui Hegel în cultura română, 1933
- Imagini italiene, 1933
- Istoria esteticei dela Kant pană azi in texte alese, 1934
- Idealul Clasic al omului, 1934
- Estetica, 1934, 1969, 1968 (französisch L’Estétique, Paris/Montreal/Bukarest 2000)
- Henri Bergson, 1939
- Introducere in teoria valorilor. Intemeiatǎ pe observatia constüntei, 1942
- Transformările ideii de om şi alte studii de estetică şi morală, 1946
- Probleme de stil si̧ artă literară, 1955
- Cervantes, 1955
- Voltaire, 1955, 1972
- Literatură universală și literatură natională, 1956
- Versuri, 1957
- Problemele metaforei s̡i alte studii de stilistică, 1957
- Ideile lui Stendhal, 1959
- Studii de literatură universală s̡i comparată, 1960, 1963
- Alexandru Odobescu, 1960
- Jurnal, Bukarest 1961, 1970
- Dictionar de maxime comentat, 1962
- (Hrsg. mit Jean Boutière) Nouvelles roumaines. Anthologie des prosateurs roumains, Paris 1962
- Goethe, 1962
- (Hrsg.) Shakespeare şi opera lui. Culegere de texte critice, 1964

### Werke postum erschienen
(Erscheinungsort jeweils Bukarest)
- Arghezi, poet al omului. "Cîntare omului" în cadrul literaturii comparate, 1964
- Despre stil şi artă literară. Cuvînt omagial de acad. Al. Philippide, hrsg. von Marin Bucur, 1964
- (Hrsg.) Bibliografia literaturii romîne 1948-1960,  1965
- Studii de literatură română,  1965
- La Société littéraire «Junimea»,  1965
- Scriitori români, hrsg. von Cornelia Botez, 1970
- (mit S̡erban Cioculescu, Vladimir Streinu) Istoria literaturii române moderne,  1971
- Fragmente moderne, hrsg. von Octavian Barbosa,  1972
- Arta prozatorilor români, hrsg. von Geo Şerban,  1973
- Idealul clasic al omului, hrsg. von Mircea Martin,  1975
- Studii de metodologie literarǎ, hrsg. von Al. Dima, I. Hangiu und Luiza Seche, 1976
- Scrieri despre teatru, hrsg. von Viola Vancea,  1977
- Întregul și fragmentul. Pagini inedite, restituiri, hrsg. von Henri Zalis,  1997
- Filosofia culturii și teoria valorilor, hrsg. von Vlad Alexandrescu,  1998